# Irom Chanu Sharmila
Irom Chanu Sharmila (India, 14 de marzo de 1972), también conocida como la "Dama de Hierro de Manipur"  o "Mengoubi" ("la justa"), es una activista de derechos civiles, activista política y poeta del estado indio de Manipur, que se encuentra en el lado noreste de la India.

## Biografía
Sharmila creció y vive en Manipur, uno de los siete estados hermanos en el noreste de la India, que ha sufrido una insurgencia durante décadas; entre 2005 y 2015, unas 5.500 personas murieron a causa de la violencia política.  En 1958, el gobierno de la India aprobó una ley, la Ley de las Fuerzas Armadas (Poderes Especiales), de 1958 que se aplica solo a los siete estados y otorga a las fuerzas de seguridad el poder de registrar propiedades sin una orden judicial, arrestar personas y usar fuerza letal si existe una "sospecha razonable" de que una persona está actuando contra el Estado; una ley similar se aplica a Jammu y Cachemira.
Participó en movimientos locales por la paz en relación con las violaciones de los derechos humanos en Manipur cuando, el 2 de noviembre de 2000, en Malom, una ciudad del valle de Imphal de Manipur, diez civiles murieron a tiros mientras esperaban en una parada de autobús. El incidente, conocido como la "Masacre de Malom", fue presuntamente cometido por Assam Rifles, una de las fuerzas paramilitares indias que operan en el estado. Entre las víctimas se encontraban Leisangbam Ibetombi, una mujer de 62 años, y Sinam Chandramani, de 18 años, ganadora del Premio Nacional al Valor en 1988.

## Antecedentes
El 5 de noviembre de 2000, inició una huelga de hambre a favor de la abolición de la Ley de las Fuerzas Armadas (Poderes Especiales) de 1958 que se aplica a los siete estados y otorga a las fuerzas de seguridad la facultad de registrar propiedades sin orden judicial y de arrestar personas y usar fuerza letal si existe una "sospecha razonable" de que una persona está actuando en contra del estado. Terminó el ayuno el 9 de agosto de 2016, después de 16 largos años de ayuno. Habiendo rechazado comida y agua durante más de 500 semanas (fue alimentada a la fuerza por vía nasal en la cárcel), ha sido llamada "la huelguista de hambre más larga del mundo". En el Día Internacional de la Mujer de 2014, MSN Poll la votó como el mejor icono de la mujer de la India.
En 2014, dos partidos le pidieron que se presentara a las elecciones nacionales, pero ella se negó. Luego se le negó el derecho al voto porque una persona encarcelada no puede votar de acuerdo con la ley. El 19 de agosto de 2014 un tribunal ordenó su liberación de la custodia, sujeto a que no hay otros motivos de la detención. Fue detenida de nuevo el 22 de agosto de 2014 por cargos similares a los de los que fue absuelta y permaneció en prisión preventiva durante 15 días. Amnistía Internacional la ha declarado presa de conciencia.

## El ayuno y las respuestas
Sharmila, que tenía 28 años en el momento de la masacre de Malom, comenzó a ayunar en protesta. Su principal demanda al gobierno indio ha sido la derogación de la Ley de las Fuerzas Armadas (Poderes Especiales) (AFSPA). Comenzó su ayuno en Malom el 5 de noviembre y se comprometió a no comer, beber, peinarse ni mirarse al espejo hasta que se derogara la AFSPA.
Tres días después de que comenzara su huelga, fue arrestada por la policía y acusada de "intento de suicidio", que era ilegal según el Código Penal de la India (IPC) en ese momento, y luego fue transferida a la custodia judicial. Su salud se deterioró rápidamente y, a partir del 21 de noviembre, le obligaron a realizar una intubación nasogástrica para mantenerla con vida mientras estaba detenida.
Sharmila ha sido liberada y arrestada de nuevo todos los años desde que comenzó su huelga de hambre.
En 2004, Sharmila se había convertido en un "icono de la resistencia pública". Tras su liberación procesal el 2 de octubre de 2006, Sharmila fue a Raj Ghat, Nueva Delhi, donde dijo que era "para rendir un homenaje floral a mi ideal, Mahatma Gandhi". Más tarde esa noche, Sharmila se dirigió a Jantar Mantar para una manifestación de protesta en la que se unieron estudiantes, activistas de derechos humanos y otros ciudadanos preocupados. El 6 de octubre, la policía de Delhi volvió a arrestarla por intentar suicidarse y la llevaron al Instituto de Ciencias Médicas de la India, donde escribió cartas al primer ministro, al Presidente y al Ministro del Interior. En ese momento, conoció y ganó el apoyo de la premio Nobel Shirin Ebadi, la ganadora del premio Nobel y activista de derechos humanos, quien prometió asumir la causa de Sharmila en el Consejo de Derechos Humanos de las Naciones Unidas.
En 2011, invitó a la activista anticorrupción Anna Hazare a visitar Manipur, y Hazare envió a dos representantes a reunirse con ella.
En septiembre de 2011, el Partido Comunista de la India (marxista-leninista) (CPI ML) declaró abiertamente su apoyo. a ella y la derogación de la AFSPA, pidiendo una protesta nacional.
A continuación, en octubre de 2011, el Congreso Trinamool de Manipur Pradesh All India anunció su apoyo a Sharmila y pidió al jefe del partido, Mamata Banerjee, que ayudara a derogar la AFSPA. En noviembre, al final del undécimo año de su ayuno, Sharmila volvió a pedir al primer ministro Manmohan Singh que derogara la ley. El 3 de noviembre, 100 mujeres formaron una cadena humana en Ambari para mostrar su apoyo a Sharmila, mientras que otros grupos de la sociedad civil organizaron un ayuno de 24 horas como muestra de solidaridad.
En 2011 se lanzó la Campaña de Solidaridad Save Sharmila (SSSC) para resaltar la lucha de Sharmila y en diciembre de 2011, la Universidad de Pune anunció un programa de becas para 39 mujeres estudiantes de Manipuri para tomar cursos de grado en honor a los 39 años de edad de Irom Sharmila Chanu.
Solo vio a su madre una vez desde el comienzo del ayuno, ya que ver la angustia de su madre puede romper su resolución. Ella dijo: "El día que se derogue la AFSPA, comeré arroz de la mano de mi madre".
El 28 de marzo de 2016, fue liberada de la custodia judicial porque un tribunal local de Imphal rechazó los cargos en su contra. Sharmila mantuvo su voto de no entrar en su casa ni reunirse con su madre hasta que el gobierno derogue la AFSPA y continúe con su ayuno en Shahid Minar, Imphal el mismo día de su liberación. Nuevamente fue detenida por la policía bajo el mismo cargo de intento de suicidio mediante ayuno indefinido.

### Fin del ayuno
El 26 de julio de 2016, Irom Sharmila, que había estado en huelga de hambre desde 2000, anunció que pondría fin a su ayuno el 9 de agosto de 2016. También anunció que participaría en las próximas elecciones estatales en Manipur.
El objetivo de su rápida entrada en la política es luchar por la destitución de AFSPA, ya que afirmó "Me uniré a la política y mi lucha continuará".

### Atención internacional
Sharmila recibió el Premio Gwangju de Derechos Humanos 2007, que se otorga a "una persona o grupo destacado, activo en la promoción y defensa de la paz, la democracia y los derechos humanos". Compartió el premio con Lenin Raghuvanshi del Comité de Vigilancia del Pueblo por los Derechos Humanos, una organización de derechos humanos del noreste de India.
En 2009, recibió el primer premio Mayillama de la Fundación Mayilamma "por el logro de su lucha no violenta en Manipur".
En 2010, ganó un premio a la trayectoria de la Comisión Asiática de Derechos Humanos. Más tarde, ese año, ganó el Premio de la Paz Rabindranath Tagore del Instituto de Planificación y Gestión de la India, con un premio en efectivo de 5.100.000 rupias, y el "Premio por la Paz y la Armonía" Sarva Gunah Sampannah del Signature Training Center.
En 2013, Amnistía Internacional la declaró presa de conciencia y dijo que "está detenida únicamente por la expresión pacífica de sus creencias". La influencia de Irom Sharmila a menudo se considera tan poderosa como las influencias de personalidades del pasado y del presente.

## Trabajo posterior
En octubre de 2016, lanzó un partido político llamado Peoples 'Resurgence and Justice Alliance para disputar dos distritos electorales de la Asamblea de Khurai y Khangabok . Khangabok es la circunscripción local del primer ministro Okram Ibobi Singh. En las elecciones de 2017, el ganador en Thoubal, Ibobi Singh, recibió 18.649 y Sharmilla recibió 90 votos; el menor número de votos de los cinco candidatos.
En 2019, después de la muerte de Gauri Lankesh, Sharmila criticó al gobierno de la NDA, acusándolo de ignorar los sentimientos de la gente al tomar decisiones políticas. En una entrevista con The Economic Times, mencionó que ya no le interesaba la política porque ya vivió la política electoral y la suciedad que implica el proceso.

## En la cultura popular
Burning Bright de Deepti Priya Mehrotra: Irom Sharmila y la lucha por la paz en Manipur detalla la vida de Sharmila y los antecedentes políticos de su ayuno. IronIrom: dos viajes: Donde lo anormal es normal (2012, con Minnie Vaid y Tayenjam Bijoykumar Singh)
Ojas SV, un artista de teatro de Pune, representó una obra de teatro titulada Le Mashale ("Toma la antorcha"), basada en la vida y la lucha de Irom Sharmila. Es una adaptación de Meira Paibi (Mujeres con antorchas), un drama escrito por el dramaturgo malayalam Civic Chandran. La obra se representó en varios lugares de varios estados de la India.

## Vida personal
El jueves 17 de agosto de 2017, Irom Sharmila Chanu se casó con su pareja británica Desmond Anthony Bellarnine Coutinho en Kodaikanal, una estación de montaña en Tamil Nadu. El domingo 12 de mayo de 2019, a la edad de 47 años, dio a luz a dos hijas gemelas en Karnataka en Bengaluru, llamadas Nix Shakhi y Autumn Tara.